# Argyresthia albistria
Argyresthia albistria — вид лускокрилих комах родини Argyresthiidae.

## Поширення

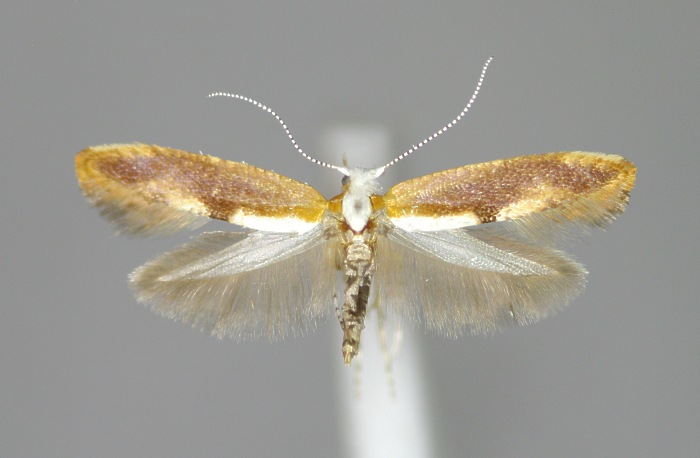

Вид поширений в Європі.

## Опис
Росмах крил 9-12 мм. Крила каштанового забарвлення з кремово-білою смужкою від голови до приблизно третини довжини переднього крила.

## Спосіб життя
Метелики літають з червня по серпень. Активні вночі. Гусениці зимують та живляться навесні цвітом терену (Prunus spinosa).